# Edward J. Perkins
Edward Joseph Perkins, född 8 juni 1928 i Sterlington, Louisiana, död 7 november 2020 i Washington, D.C., var en amerikansk diplomat. Han var USA:s FN-ambassadör 1992-1993.
Perkins avlade sin grundexamen vid University of Maryland och sin master och doktorsexamen vid University of Southern California. Han gjorde en lång karriär inom USA:s utrikesdepartement och var USA:s ambassadör i Sydafrika 1986-1989 och i Australien 1993-1996.
Perkins efterträdde 1992 Thomas R. Pickering som FN-ambassadör. Han efterträddes följande år av Madeleine Albright.
Han har skrivit memoarboken Mr. Ambassador, Warrior for Peace (2006) tillsammans med Connie Cronley.